# Доктор Кто (14-й сезон)
Четырнадцатый сезон британского научно-фантастического телесериала «Доктор Кто» стартовал 11 мая 2024 года и завершился 22 июня. Сезон стал 14-м с возрождения сериала в 2005 году и 40-м во всей истории сериала с 1963 года. Также это пятый сезон для Расселла Ти Дейвиса в качестве шоураннера в целом и первый после его возвращения на этот пост в 2023 году. О создании сезона было объявлено вместе с новостью о возвращении Расселла Ти Дейвиса для спецвыпусков к 60-летию сериала и последующих сезонов. Компания Bad Wolf стала сопродюсером шоу наряду с BBC Studios Productions. В официальных маркетинговых и рекламных материалах называется первым сезоном, после того как права на эксклюзивный международный показ новых сезонов были приобретены стриминговым сервисом Disney+.
Это первый сезон для Шути Гатвы в роли персонажа Пятнадцатого Доктора, представителя инопланетной расы Повелителей времени, путешествующего в пространстве и времени при помощи машины времени под названием ТАРДИС, которая внешне выглядит как синяя полицейская телефонная будка. Также в сезоне впервые появилась Милли Гибсон, исполнившая роль новой спутницы Доктора, Руби Сандей.
25 декабря 2023 года, перед сезоном, был показан рождественский спецвыпуск. Сам сезон состоит из 8 эпизодов, режиссёрами которых стали Джули Энн Робинсон, Бен Чесселл, Дилан Холмс Уильямс и Джейми Донохью. Вместе с Дейвисом сценарии писали Кейт Херрон, Бриони Редман и Стивен Моффат, бывший шоураннер сериала (2010—2017). Съёмки начались в декабре 2022 года и завершились в июле 2023 года. Как и в случае спецвыпусков 2023 года, съёмки проходили в павильонах Wolf Studios Wales (Bad Wolf), а не в Roath Lock Studios (Би-би-си), где они проходили до 2022 года включительно.

## Эпизоды
| Номер истории в сериале | Номер эпизода в сезоне           | Название                                            | Длина                            | Режиссёр                         | Сценарист                        | Зрители (млн)                    | Индекс оценки (из 100)           | Дата выхода в эфир               |
| Рождественский спецвыпуск (2023) | Рождественский спецвыпуск (2023) | Рождественский спецвыпуск (2023)                    | Рождественский спецвыпуск (2023) | Рождественский спецвыпуск (2023) | Рождественский спецвыпуск (2023) | Рождественский спецвыпуск (2023) | Рождественский спецвыпуск (2023) | Рождественский спецвыпуск (2023) |
| --- | -------------------------------- | --------------------------------------------------- | -------------------------------- | -------------------------------- | -------------------------------- | -------------------------------- | -------------------------------- | -------------------------------- |
| 304 | —                                | «Церковь на Руби-роуд» «The Church on Ruby Road»    | 55 минут                         | Марк Тондерай                    | Расселл Ти Дейвис                | 7,49                             | 82                               | 25 декабря 2023                  |
| Девятнадцать лет назад на пороге церкви мать оставила младенца. В наше время этот подкидыш, Руби Сандей, безуспешно пытается найти родителей, в том числе по ДНК с помощью Давины Макколл. Руби испытывает ряд неудачных событий и встречает Пятнадцатого Доктора. Карла Сандей, приёмная мать Руби, временно ухаживает за очередным младенцем, но того похищают гоблины. В попытках спасти ребёнка Руби идёт за ними и снова наталкивается на Доктора. Находясь в плену у гоблинов на их летающем корабле, Доктор объясняет, что неудачи преследовали Руби из-за гоблинов и что совпадения, такие как дни рождения младенца и Руби в один день на канун Рождества, дают силу гоблинам. Доктор и Руби спасают ребёнка от поедания Королём гоблинов и возвращаются к Карле. Дальнейшие совпадения между историями Доктора и Руби приводят к тому, что гоблины похищают Руби ещё младенцем. Доктор перемещается назад во времени на ТАРДИС, спасает маленькую Руби, уничтожая гоблинов и их корабль. Доктор возвращается в наше время, и Руби отправляется за ним в ТАРДИС.                                                |                                  |                                                     |                                  |                                  |                                  |                                  |                                  |                                  |
| Сезон (2024) |                                  |                                                     |                                  |                                  |                                  |                                  |                                  |                                  |
| 305 | 1                                | «Космические малыши» «Space Babies»                 | 46 минут                         | Джули Энн Робинсон               | Расселл Ти Дейвис                | 4,01                             | 75                               | 11 мая 2024                      |
| Доктор отвозит Руби на космическую станцию. Увидев на нижней палубе монстра, на верхней они встречают экипаж из говорящих малышей, которые принимают путешественников за своих родителей. Малыши объясняют, что находились на борту шесть лет под опекой NAN-E, которой оказалась Джослин, оставшаяся там после того, как первоначальный экипаж покинул станцию. Доктор и Руби выясняют, что монстр был выращен за эти годы из носовой слизи младенцев. Джослин пытается выбросить существо через шлюз в космос, но Доктор спасает его. Джослин, малыши и монстр отправляются в сторону своего нового дома, а Доктор официально приглашает Руби путешествовать с ним, но предупреждает о невозможности отвезти её к моменту рождения Руби. Вместо этого она просит отправиться к Карле и Черри, тем временем как Доктор сканирует ДНК своей спутницы. |                                  |                                                     |                                  |                                  |                                  |                                  |                                  |                                  |
| 306 | 2                                | «Дьявольский аккорд» «The Devil's Chord»            | 50 минут                         | Бен Чесселл                      | Расселл Ти Дейвис                | 3,91                             | 77                               | 11 мая 2024                      |
| В 1925 году преподаватель музыки показывает своему ученику «дьявольский аккорд», который призывает сущность по имени Маэстро. Учитель погибает, когда музыка внутри него оказывается поглощена Маэстро. Руби просит Доктора отвезти её в 1963 год, чтобы увидеть, как группа The Beatles записывает свой первый альбом в студии на Эбби-роуд. От Джона Леннона и Пола Маккартни путешественники узнают о том, что весь мир потерял музыкальный вкус. Руби играет на фортепиано, привлекая Маэстро. Сбежав, Доктор показывает Руби будущее без музыки, которое выглядит как ядерная зима. Маэстро находит их и говорит о том, что является ребёнком Игрушечника, но обладает силами, связанными с музыкой. Маэстро вмешивается в работу ТАРДИС, и Доктору приходится вернуться в 1963 год. Он и Руби пытаются найти аккорд, который может изгнать Маэстро. Леннон и Маккартни появляются рядом и успешно играют аккорд. Маэстро напоследок предвещает Доктору о приходе «того, кто ждёт». В мир возвращается музыка, и после триумфального музыкального номера Доктор и Руби отправляются в ТАРДИС.                       |                                  |                                                     |                                  |                                  |                                  |                                  |                                  |                                  |
| 307 | 3                                | «Бум» «Boom»                                        | 45 минут                         | Джули Энн Робинсон               | Стивен Моффат                    | 3,58                             | 78                               | 18 мая 2024                      |
| ТАРДИС приземляется на охваченной войной планете Кастарион-3. Доктор наступает на наземную мину и не может пошевелиться без риска её активации и уничтожения половины планеты. Руби и Доктор разговаривают с искусственным интеллектом солдата, Джона Франсиса Вейтера, недавно убитого скорой помощью из-за того, что время его выздоровления было оценено как неприемлемое. Вся военная техника произведена на Вилленгарде, и её алгоритмы исходят из принципа максимизации прибыли. На поле боя прибывают Сплайс (дочь Вейтера) и ещё два солдата. Один из них ошибочно принимает Руби за угрозу и смертельно ранит её, после чего сам погибает от мины. Доктор объясняет, что на этой планете нет противника и солдаты сражались с собственной техникой. Доктор отправляет в сеть скорой помощи интеллект Вейтера, который захватывает контроль, деактивирует мину, на которой стоял Доктор, и реанимирует Руби. |                                  |                                                     |                                  |                                  |                                  |                                  |                                  |                                  |
| 308 | 4                                | «73 ярда» «73 Yards»                                | 47 минут                         | Дилан Холмс Уильямс              | Расселл Ти Дейвис                | 4,06                             | 77                               | 25 мая 2024                      |
| Приземлившись в Уэльсе, Доктор случайно наступает на ведьмин круг, где написано про «Безумного Джека», и исчезает. За Руби начинает следовать таинственная престарелая женщина, держащаяся на расстоянии 73 ярдов. Любой, кто приближается к ней по просьбе Руби, убегает от страха, в их числе Карла и Кейт Летбридж-Стюарт. Руби пытается жить обычной жизнью, в то время как таинственная женщина продолжает быть рядом. В 2046 году слышит выступление политика Роджера ап Гвильяма (ранее Доктор говорил, что тот чуть не устроил ядерную катастрофу, став британским премьер-министром), который называет себя «Безумным Джеком». Внедрившись волонтёром в избирательную кампанию Роджера, Руби в итоге встаёт на расстоянии 73 ярдов от него и заставляет бежать от женщины и уйти в отставку. Спустя 40 лет к состарившейся Руби наконец приближается таинственная женщина, и Руби переносится назад к моменту прибытия её и Доктора в Уэльс. Благодаря старой Руби, её молодая версия предупреждает Доктора не наступать на круг, предотвращая его исчезновение.                                                |                                  |                                                     |                                  |                                  |                                  |                                  |                                  |                                  |
| 309 | 5                                | «Точка и пузырь» «Dot and Bubble»                   | 44 минуты                        | Дилан Холмс Уильямс              | Расселл Ти Дейвис                | 3,38                             | 77                               | 1 июня 2024                      |
| Линди Пеппер-Бин — одна из обеспеченных молодых людей, живущих на инопланетной колонии будущего под названием Славновремя, окружённой Дикими лесами. Её обитатели живут в интерфейсе социальной сети в виде пузыря вокруг их голов, проецируемым устройством «Точка». Доктор и Руби появляются в её пузыре, пытаясь предупредить об опасности. Линди замечает пропажу своих друзей и коллег и, опустив пузырь, видит огромных слизней, которые пожирают людей. Доктор и Руби указывают ей направляться в тоннели, откуда есть выход из города по подземной реке. По пути она встречает знаменитого Рики Сентября, который узнаёт, что их родную планету с родителями уже разрушили слизни. Доктор осознаёт, что Точки развили свой интеллект и создали слизней для истребления жителей колонии. Точка пытается убить Линди, но та подставляет Рики и кидает его на смерть. Оказавшись у подземной реки, Линди и другие выжившие исключительно белокожего сообщества Славновремени отвергают предложение Доктора спасти их и отвезти на другую планету, поскольку он «не один из них», и решают отправиться в Дикие леса. |                                  |                                                     |                                  |                                  |                                  |                                  |                                  |                                  |
| 310 | 6                                | «Плут» «Rogue»                                      | 45 минут                         | Бен Чесселл                      | Кейт Херрон Бриони Редман        | 3,52                             | 77                               | 8 июня 2024                      |
| Доктор и Руби посещают бал в 1813 году. Руби проводит время с гостьей Эмили, а Доктор находит Плута, охотника за головами, который разыскивает чулдура, инопланетянина-оборотня, принявшего обличие человека ради косплея на «Бриджертонов», развлечения и последующего убийства всех людей на балу. Плут сперва принимает Доктора за чулдура, но тот доказывает обратное, и у них завязываются романтические отношения. Они привлекают внимание чулдуров, которых оказалось несколько, с помощью скандала в виде совместного танца, в ходе которого Плут делает предложение Доктору с кольцом. Доктор использует ловушку Плута, в которую попали как оборотни, так и Руби, так как ранее она узнала, что Эмили тоже является оборотнем, и притворилась одним из чулдуров. Доктор не решается пожертвовать своей спутницей, из-за чего Плут решается спасти Руби, встав на её место, говорит Доктору найти его и переносит себя и чулдуров в другое измерение. Руби утешает Доктора, и тот надевает кольцо Плута на свою руку.                                                                                           |                                  |                                                     |                                  |                                  |                                  |                                  |                                  |                                  |
| 311a | 7                                | «Легенда о Руби Сандей» «The Legend of Ruby Sunday» | 45 минут                         | Джейми Донохью                   | Расселл Ти Дейвис                | 3,5                              | 81                               | 15 июня 2024                     |
| Доктор и Руби направляются в ЮНИТ, чтобы расследовать появление одной и той же женщины в их приключениях. Она оказывается технологическим предпринимателем Сьюзан Триад, в команду которой уже внедрилась Мэл Буш. Доктор также пытается узнать о родной матери Руби, используя Окно времени в ЮНИТ, но её лицо невозможно разглядеть. Там же появляется некая сущность, убивающая офицера ЮНИТ. Мэл отводит Доктора к Сьюзан, которой снились персонажи с её лицом, встреченные Доктором. ЮНИТ выясняет, что в 2004 году, при рождении Руби, ТАРДИС появилась во второй раз и была охвачена той же сущностью, которую они видели в Окне времени, и что ТАРДИС, находящаяся сейчас в штаб-квартире ЮНИТ, тоже охвачена ею. Аналитик ЮНИТ Харриет Арбинджер и Сьюзан Триад оказываются прислужницами Пантеона раздора. Название компании «Susan Triad Technology» превращается в «Сью Тех», и сущность формируется в бога смерти Сутеха, верховного бога Пантеона и давнего врага Доктора. |                                  |                                                     |                                  |                                  |                                  |                                  |                                  |                                  |
| 311b | 8                                | «Империя смерти» «Empire of Death»                  | 54 минуты                        | Джейми Донохью                   | Расселл Ти Дейвис                | 3,69                             | 80                               | 22 июня 2024                     |
| Сутех раскрывает, что зацепился за ТАРДИС после последней встречи с Доктором, и повсюду, где приземлялся Доктор, он оставил копии Сьюзан Триад, которые теперь убивают всю жизнь во Вселенной. Доктор, Руби и Мэл сбегают на ТАРДИС воспоминаний, созданной в Окне времени. Пока Доктор и Руби пытаются определить ДНК матери Руби, Сутех превращает Мэл в свою прислужницу, и она переносит путешественников к Сутеху в опустевшую штаб-квартиру ЮНИТ. Руби и Доктор возвращают себе ТАРДИС и уносят Сутеха во временную воронку, убивая его и возвращая к жизни Вселенную. Родной матерью Руби оказывается 15-летняя на момент родов девушка, оставившая младенца из-за юности и плохой семьи, а Сутех не мог увидеть её из-за всеобщей веры в то, что она особенная. Руби воссоединяется с матерью, знакомит её со своей приёмной семьёй, хочет дальше найти своего отца и остаётся на Земле. Миссис Флад предупреждает зрителей, что история Доктора закончится абсолютным ужасом. |                                  |                                                     |                                  |                                  |                                  |                                  |                                  |                                  |

## Подбор актёров
В июле 2021 года актриса Джоди Уиттакер подтвердила, что покидает шоу после выхода спецвыпусков 2022 года. Мандип Гил и Джон Бишоп, исполнители ролей спутников Доктора, Ясмин Хан и Дэна Льюиса соответственно, также раскрыли, что не уверены в своём возвращении в проект после спецвыпусков 2022 года. Позднее, 3 мая 2022 года, Мандип Гил подтвердила своё намерение уйти. Дейвис подтвердил, что прослушивания на роли в четырнадцатом сезоне начнутся в конце 2021 года.
8 мая 2022 года Шути Гатва был утверждён как исполнитель главной роли, и было множество журналистских статей, что он сыграет Четырнадцатого Доктора, а тринадцатое воплощение, сыгранное Джоди Уиттакер, регенерирует в персонажа с внешностью именно этого актёра. Кастинг-директор Энтони Прайор помогал Гатве в прохождении прослушиваний. Однако в конце эпизода «Сила Доктора» после очередной регенерации Доктор снова стал выглядеть как десятое воплощение. Было подтверждено, что это и есть Четырнадцатый Доктор, сыгранный Дэвидом Теннантом, а Шути Гатва сыграет Пятнадцатого. Пробы на роли следующих спутников проходили 24 сентября 2022 года. 18 ноября того же года, в рамках благотворительного марафона «Дети в нужде», было объявлено, что у Доктора будет единственная спутница по имени Руби Сандей, на роль которой утвердили Милли Гибсон.
9 января 2023 года появилась информация, что Анейрин Барнард сыграет персонажа по имени Роджер ап Гвильям, а Джемма Редгрейв вновь вернётся к роли Кейт Стюарт. 20 января было объявлено, что Би-би-си взяли Аниту Добсон и Мишель Гринидж на неназванные роли. 3 апреля 2023 года было раскрыто, что Джинкс Монсун присоединилась к актёрскому составу и сыграет некую важную роль в сезоне. 5 мая 2023 года на неизвестную ключевую роль был утверждён Джонатан Грофф. 24 мая 2023 года Би-би-си объявили, что Индира Варма пополнит список актёров как Герцогиня. 7 июня 2023 года Бонни Лэнгфорд подтвердила, что вернётся к роли Мел Буш в четырнадцатом сезоне. 15 июня 2023 года молодой актёр Ленни Раш был утверждён на роль персонажа по имени Моррис Гиббонс.

## Производство

### Разработка
29 июля 2021 года Би-би-си объявили, что Крис Чибнелл, выполнявший обязанности исполнительного продюсера и главного шоураннера «Доктора Кто» с 2018 года, покидает проект вместе с исполнительницей роли Тринадцатого Доктора, актрисой Джоди Уиттакер. В пресс-релизе Би-би-си Чибнелл сообщил: «Желаю моим преемникам —неважно, кого выберут Би-би-си и BBC Studios — также повеселиться, как мы! Они здесь ради удовольствия!». 25 августа 2021 года на вопрос о том, как данная ситуация повлияет на будущее программы и их предстоящий выбор, продюсер Пирс Венгер ответил, что «радикально».
24 сентября 2021 года Би-би-си раскрыли, что новым исполнительным продюсером и главным шоураннером станет Расселл Ти Дейвис, который работал над шоу в период выхода серий с Девятым и Десятым Докторами. Он сменил Чибнелла, начиная со спецвыпусков, приуроченных к 60-летию сериала. Дейвис присоединится к производственной компании Bad Wolf, основанной бывшим исполнительным продюсером «Доктора Кто» Джули Гарднер и главой драматического отдела Би-би-си Джейн Трентер. В октябре 2021 года стало известно, что большую часть акций Bad Wolf приобрела компания Sony. Начиная со спецвыпусков 2023 года Bad Wolf взяла на себя полный контроль над «Доктором Кто», позволив Би-би-си сосредоточиться на развитии сериала как всемирно известного бренда.
Вместе с Расселом Ти Дейвисом в шоу вернулся исполнительный продюсер Фил Коллинсон, также занимавший эту должность во время работы на первыми сезонами возрождённого «Доктора Кто». В марте 2022 года Дейвис подтвердил, что Bad Wolf Studios приступила к производству новых серий в Кардиффе. Уильям Освальд занялся монтажом, впервые со дня премьеры эпизода «Дважды во времени».

### Сценарий
Стивен Моффат, который был сценаристом сериала с 2005 по 2017 годы и шоураннером в эпохи Одиннадцатого и Двенадцатого Докторов (2010—2017), в декабре 2021 года раскрыл, что обсуждал с Дейвисом его планы на новый сезон. В том же месяце Дейвис подтвердил, что сценарии к нескольким эпизодам уже были готовы, а в ноябре 2022 года в журнале «Doctor Who Magazine» появилась информация, что он, помимо спецвыпусков, посвящённых 60-летию сериала, написал ещё один, рождественский. В декабре 2022 года, также из «Doctor Who Magazine», стало известно, что сезон будет состоять из восьми серий, после которых выйдет ещё один праздничный спецвыпуск. 12 февраля 2023 года в шоу Майкла Болла на BBC Radio 2 прозвучала следующая цитата Дейвиса: «Четвёртый эпизод был одной из самых впечатляющих вещей, которые я делал в жизни».

### Съёмки
Как и спецвыпуски 2023 года, серии нового сезона снимались в павильонах Wolf Studios, а не Roath Lock Studios, где шоу занимались с 2012 года. Это связано с тем, что владеющая этой локацией производственная компания Bad Wolf заключила с Би-би-си соглашение о сотрудничестве. Bad Wolf также подали заявку на создание дочернего предприятия, названного «Whoniverse1 LTD» и возглавляемого одной из их основательниц, Джули Гарднер.
Препродакшен сезона начался 26 сентября 2022 года. Первая читка сценария прошла 30 ноября, а съёмочный процесс начался 5 декабря 2022 года. В первый производственный блок в декабре 2022 года и январе 2023 года вошли четвёртый и пятый эпизоды, их режиссёром был назначен Дилан Холмс Уильямс. Марк Тондерай снял в феврале—марте 2023 года серии второго блока, в который вошёл также рождественский спецэпизод 2023 года. До этого он занимался эпизодами одиннадцатого сезона «Призрачный памятник» и «Роза» (премьера обоих состоялась в 2018 году). Джули Энн Робинсон заняла режиссёрское кресло первого и третьего эпизода, составивших третий производственный блок в марте—апреле. Бен Чесселл стал режиссёром четвёртого блока, в который вошли вторая и шестая серия (апрель—май), а Джейми Донохью в июне—июле снял пятый блок, состоящий из седьмой и восьмой серий (финала сезона).
Съёмки завершились 14 июля 2023 года.
| Блок | Эпизод(ы)                                        | Режиссёр            | Сценарист(ы)                | Продюсер   |
| ---- | ------------------------------------------------ | ------------------- | --------------------------- | ---------- |
| 1    | Эпизод 4: «73 ярда»                              | Дилан Холмс Уильямс | Расселл Ти Дейвис           | Вики Делоу |
| 1    | Эпизод 5: «Точка и пузырь»                       | Дилан Холмс Уильямс | Расселл Ти Дейвис           | Вики Делоу |
| 2    | Рождественский спецвыпуск «Церковь на Руби-роуд» | Марк Тондерай       | Расселл Ти Дейвис           | Крис Мэй   |
| 3    | Эпизод 1: «Космические малыши»                   | Джули Энн Робинсон  | Расселл Ти Дейвис           | Вики Делоу |
| 3    | Эпизод 3: «Бум»                                  | Джули Энн Робинсон  | Стивен Моффат               | Вики Делоу |
| 4    | Эпизод 2: «Дьявольский аккорд»                   | Бен Чесселл         | Расселл Ти Дейвис           | Крис Мэй   |
| 4    | Эпизод 6: «Плут»                                 | Бен Чесселл         | Кейт Херрон и Бриони Редман | Крис Мэй   |
| 5    | Эпизод 7: «Легенда о Руби Сандей»                | Джейми Донохью      | Расселл Ти Дейвис           | Вики Делоу |
| 5    | Эпизод 8: «Империя смерти»                       | Джейми Донохью      | Расселл Ти Дейвис           | Вики Делоу |

### Музыка
24 апреля 2023 года Би-би-си объявили, что композитор Мюррей Голд вернулся в сериал для написания музыки к спецвыпускам 2023 года и четырнадцатому сезону.

## Релиз

### Трансляция
В июле 2022 года Би-би-си и Disney Branded Television вели переговоры о сотрудничестве, об успешности которых было объявлено в октябре того же года.
Перед выходом сезона, в ноябре 2023 года, было выпущено три специальных эпизода, в которых Доктор регенерировал в своё пятнадцатое воплощение. В качестве главного актёра сериала Гатва появился впервые в рождественском спецвыпуске 2023 года «Церковь на Руби-роуд», вышедшем 25 декабря.
Премьера первых двух эпизодов четырнадцатого сезона состоялась в полночь 11 мая по британскому времени на стриминговых сервисах BBC iPlayer и Disney+. На телеканале BBC One премьера была вечером того же дня. Последующие эпизоды сезона выходили еженедельно в таком же формате.
Новая серия сериала «Истории из ТАРДИС» с участием Пятнадцатого Доктора (Шути Гатва) и Руби Сандей (Милли Гибсон), посвящённая истории «Пирамиды Марса» (1975), где впервые появился Сутех, вышла на iPlayer и канале BBC Four 20 июня 2024 года, за два дня до последнего эпизода сезона «Империя смерти».

### DVD и Blu-ray
- (D) отмечаются издания на DVD
- (B) отмечаются издания на Blu-ray

| Сезон | Номера историй | Название издания                                      | Количество и длина эпизодов | Дата выхода в регионе 2 | Дата выхода в регионе 4 | Дата выхода в регионе 1 |
| ----- | -------------- | ----------------------------------------------------- | --------------------------- | ----------------------- | ----------------------- | ----------------------- |
| 14    | 304            | Doctor Who: «The Church on Ruby Road»                 | 1 × 55 мин                  | 12 февраля 2024 (D,B)   | н/д                     | н/д                     |
| 14    | 304—311        | Doctor Who: Season 1 (включая «Церковь на Руби-роуд») | 2 × 55 мин 7 × 45 мин       | 12 августа 2024 (D,B)   | н/д                     | н/д                     |

## Рейтинги
Начиная с «Космических малышей», эпизоды выходили в Великобритании сперва на стриминговом сервисе BBC iPlayer в полночь по местному времени, после чего транслировались вечером на телеканале BBC One, и рейтинги за день (посмотревших в день премьеры) не учитывают просмотры на iPlayer, в отличие от консолидированных рейтингов спустя неделю, которые учитывают. Данные в таблице охватывают только рейтинги в Великобритании.
| № | Название эпизода        | Дата выхода в эфир | Рейтинг за день | Рейтинг за день | Консолидированный рейтинг (7 дней) | Консолидированный рейтинг (7 дней) | Консолидированный рейтинг (7 дней) | Консолидированный рейтинг (28 дней) | Консолидированный рейтинг (28 дней) | Охват (28 дней, в млн) | Индекс оценки |
| № | Название эпизода        | Дата выхода в эфир | Зрителей (млн)  | Место           | Зрителей (млн)                     | Место за день                      | Место за неделю                    | Зрителей (млн)                      | Место за неделю                     | Охват (28 дней, в млн) | Индекс оценки |
| - | ----------------------- | ------------------ | --------------- | --------------- | ---------------------------------- | ---------------------------------- | ---------------------------------- | ----------------------------------- | ----------------------------------- | ---------------------- | ------------- |
| — | «Церковь на Руби-роуд»  | 25 декабря 2023    | 4,73            | 3               | 7,487                              | 2                                  | 3                                  | н/д                                 | н/д                                 | н/д                    | 82            |
| 1 | «Космические малыши»    | 11 мая 2024        | 2,55            | н/д             | 4,008                              | 2                                  | 10                                 | 4,43                                | 9                                   | 5,6                    | 75            |
| 2 | «Дьявольский аккорд»    | 11 мая 2024        | 2,42            | н/д             | 3,909                              | 3                                  | 12                                 | 4,59                                | 6                                   | 5,2                    | 77            |
| 3 | «Бум»                   | 18 мая 2024        | 2,04            | н/д             | 3,578                              | 3                                  | 18                                 | 4,21                                | 13                                  | 4,3                    | 78            |
| 4 | «73 ярда»               | 25 мая 2024        | 2,62            | н/д             | 4,058                              | 3                                  | 12                                 | 4,63                                | 9                                   | 5,2                    | 77            |
| 5 | «Точка и пузырь»        | 1 июня 2024        | 2,12            | н/д             | 3,383                              | 1                                  | 24                                 | 3,82                                | 21                                  | 4,3                    | 77            |
| 6 | «Плут»                  | 8 июня 2024        | 2,11            | н/д             | 3,521                              | 1                                  | 14                                 | 3,89                                | 9                                   | 4,3                    | 77            |
| 7 | «Легенда о Руби Сандей» | 15 июня 2024       | 2,02            | н/д             | 3,495                              | 4                                  | 19                                 | 3,83                                | 15                                  | 4,4                    | 81            |
| 8 | «Империя смерти»        | 22 июня 2024       | 2,25            | н/д             | 3,694                              | 2                                  | 18                                 | 3,92                                | 15                                  | 4,4                    | 80            |

## Новеллизации
| Сезон | Номер истории | Название новеллизации в оригинале | Автор                       | Дата выхода в твёрдой обложке | Дата выхода в мягкой обложке | Дата выхода аудиокниги |
| ----- | ------------- | --------------------------------- | --------------------------- | ----------------------------- | ---------------------------- | ---------------------- |
| 14    | 304           | The Church on Ruby Road           | Эсми Дзикиэми-Пирсон        | 25 января 2024                | 8 августа 2024               | 25 января 2024         |
| 14    | 305           | Space Babies                      | Элисон Рамфитт              | н/д                           | 8 августа 2024               | 8 августа 2024         |
| 14    | 308           | 73 Yards                          | Скотт Хэндкок               | н/д                           | 8 августа 2024               | 8 августа 2024         |
| 14    | 310           | Rogue                             | Кейт Херрон и Бриони Редман | н/д                           | 8 августа 2024               | 8 августа 2024         |